# Gromada Grabówka (Powiat Częstochowski)
Gromada Grabówka war eine Verwaltungseinheit in der Volksrepublik Polen zwischen 1954 und 1972. Verwaltet wurde die Gromada vom Gromadzka Rada Narodowa, dessen Sitz sich in Grabówka (heute Stadtteil von Częstochowa) befand und der aus 21 Mitgliedern bestand.

Die Gromada Grabówka gehörte zum Powiat Częstochowski in der Woiwodschaft Katowice (damals Stalinogród) und bestand aus den ehemaligen Gromadas Grabówka und Kiedrzyn der aufgelösten Gmina Grabówka aus diesem Powiat.

Zum 31. Dezember 1961 wurden die Dörfer Kalej, Lgota und Szarlejka sowie die Försterei Wilczy Dół der aufgelösten Gromada Szarlejka in die Gromada Grabówka eingegliedert.

Die Gromada bestand bis Ende 1972 und wurde im Zuge der Kommunalreform aufgelöst.